# Okno Sokole Drugie
Okno Sokole Drugie, Okno Sokole II – schronisko w Dolinie Bolechowickiej na Wyżynie Olkuskiej (część Wyżyny Krakowsko-Częstochowskiej). Administracyjnie należy do wsi Karniowice w województwie małopolskim, w powiecie krakowskim, w gminie Zabierzów. Od 1968 r. skała z jaskinią znajduje się na terenie częściowego rezerwatu przyrody Wąwóz Bolechowicki.

## Opis jaskini
Schronisko znajduje się w Turni z Grotami w lewych zboczach Doliny Bolechowickiej. Jego otwór ma ekspozycję południowo-zachodnią i widoczny jest ze szlaku turystycznego wiodącego dnem doliny. Znajduje się na wysokości około 10 m nad ziemią i dotarcie do niego od dołu turni jest trudne i wymaga asekuracji. Łatwiej można wejść do schroniska z lewej strony turni. Za otworem jest niewielka salka o długości 4 m, szerokości 2 m i wysokości 2 m.
Schronisko powstało w wyniku procesów krasowych w wapieniach pochodzących z jury późnej. Dno jaskini jest równe, namulisko lessowe. Schronisko jest w całości widne i bez własnego mikroklimatu. Na jego ścianach rozwijają się glony, a na dnie rośliny zielne.

## Historia poznania i dokumentacji
Sokole Okno II znane jest od dawna. Wzmiankował je archeolog Gotfryd Ossowski w 1880 r. Po raz pierwszy jego plan sporządził Kazimierz Kowalski w 1951 r. Obecny plan opracował A. Górny w 2009 r.

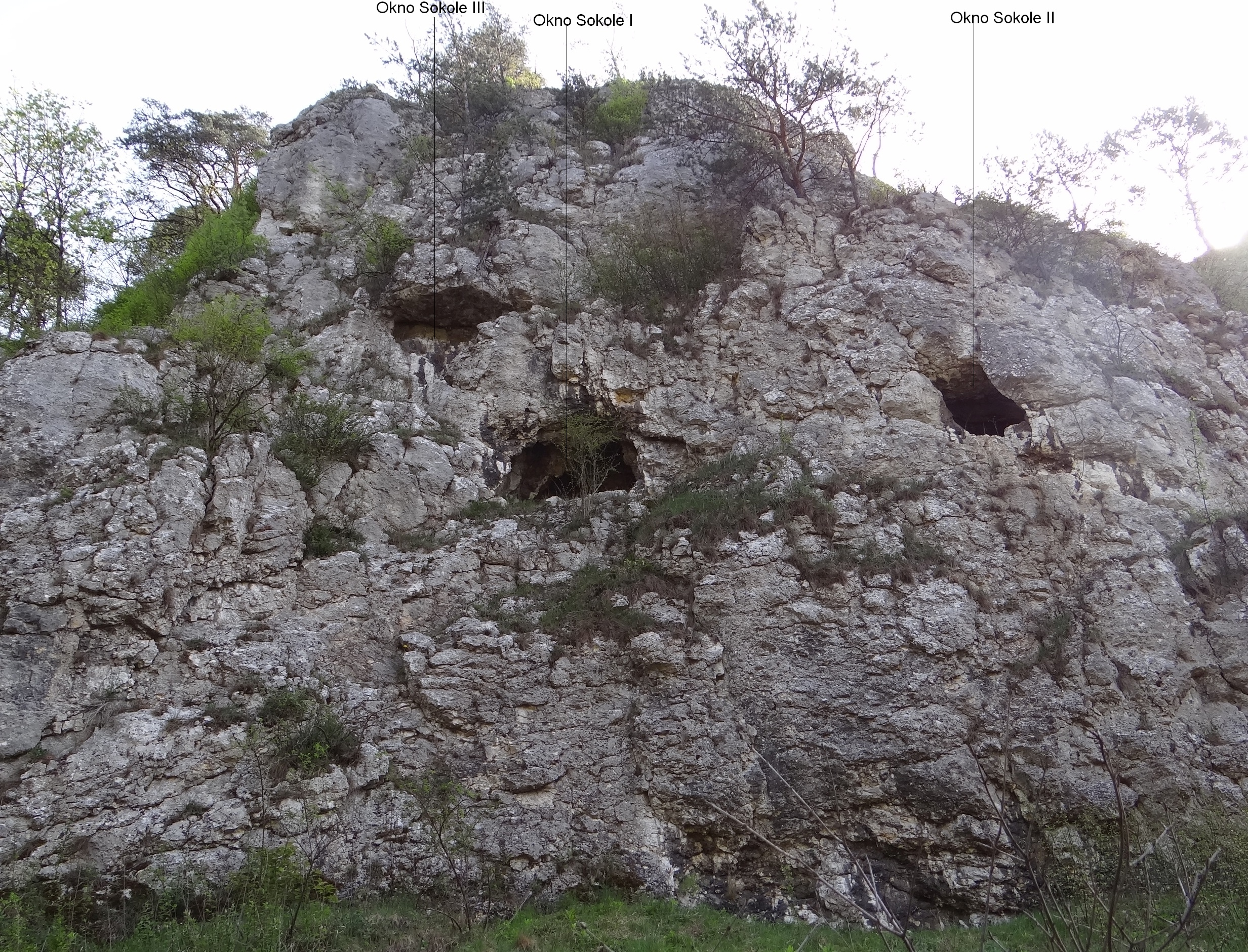
Turnia z Grotami
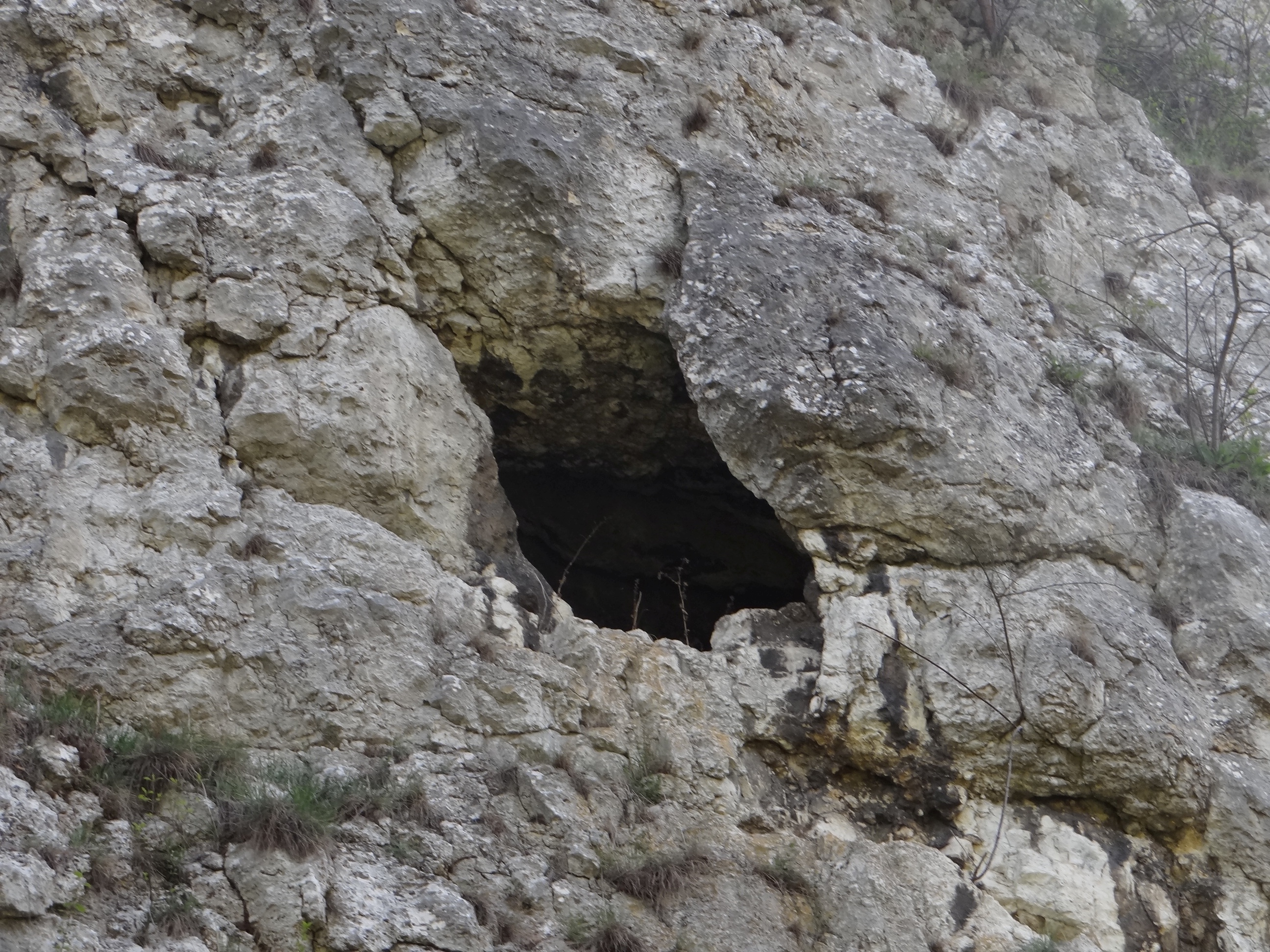
Otwór schroniska

W tej samej Turni z Grotami znajduje się jeszcze kilka innych schronisk: Okno Sokole Pierwsze, Okno Sokole Trzecie, Okno Sokole Czwarte i Rura nad Sokolimi Oknami.